# Zona Espiral
Zona Espiral es una serie animada futurista publicada en 1987, protagonizada por cinco soldados de las mejores élite del mundo que luchan a un científico renegado, quien ha inventado unas bacterias controladoras mentales, y asumido el control la mitad del mundo (el área afligida tiene la forma de un espiral, por lo tanto de ahí sale el título). Tuvo su línea de juguetes, a través de Tonka y sus cómic fueron publicados por DC Comics.

## Sinopsis
El 18 de junio de 2007, el científico militar renegado Dr. James Bent —apodado Overlord o Gran Señor en Latinoamérica— utilizó un transbordador espacial secuestrado, para estrellarlo, creando su Zona Mortal y produciendo sus generadores a través de la mitad de la Tierra, en una región llamada la Zona Espiral (debido a su forma).
Millones de personas fueron atrapadas en las oscuras nieblas de la Zona Espiral, transformándose en "Zonales" o "Zombos" con los ojos amarillos sin vida y los extraños remiendos rojos de las bacterias de la zona que crecen en sus caras. Debido a que no tienen ninguna voluntad a resistir, Overlord les convierte en sus esclavos militares.
Sus seguidores eran conocidos como los Black Widows (viudas negras) y estos eran: Bandido, alguna vez terrorista con origen en Medio Oriente; Duquesa Dire, bien conocida como una criminal y perturbadora, buscada en media docena de países por chantaje, magníficos robos y otros crímenes; y Razorback y Reaper, básicamente una cupla de criminales fracasados que buscan una oportunidad de poder.
Gracias a otro de los inventos de Overlord, la Widow Maker, los Black Widows son inmunes a los efectos hipnóticos de la Zona. Sin embargo, debido a la prolongada exposición en la Zona, sus ojos se tornaron amarillos y sus cuerpos estaban cubiertos de Bacterias de la Zona.
Dentro de la zona, los cielos eran siempre oscuros. Los humanos eran marcados con lesiones en la piel y los ojos amarillos (siendo también afectados los animales), y había también tales marcas en los edificios. Sus otros planes eran destruir a las fuerzas del bien, elegidas para enfrentarlo y conquistar el mundo, llevando a cada uno bajo su control, con los Generadores producidos en la Zona. Las zonas se alimentaban de la energía humana, por lo que Bent no mataba a cualquier persona dentro. 
Con las ciudades importantes divididas en zonas, las naciones del mundo pusieron aparte sus propias diferencias para luchar contra Overlord y sus Black Widows. Sin embargo, solamente cinco guerreros usan trajes especiales para protegerse a sí mismos de los efectos que la Zona podía provocarles. A pesar de ser fáciles de destruir, los Generadores de la Zona eran imposibles de capturar pues fueron instalados como caza-bobos. Era también un hecho que Overlord crearía más generadores sobre los remanentes centros militares y civiles y que los Zone Riders (guerreros entrenados para la lucha cuerpo a cuerpo en la Zona) detendrían así esos planes, forzando a un largo y amargo aislamiento.
Zona Espiral es el primer espectáculo de televisión en la historia que muestra una imagen seria de un afroamericano presidente de los Estados Unidos, en el episodio The "Imposter".[cita requerida]

## Black Widows
El científico renegado no sólo inventó los Generadores de la Zona, sino también un proceso de antídoto, dándole inmunidad a las bacterias. El usaba este antídoto procesado en su pequeño grupo de soldados. Mientras que es inmune a los efectos altera-mentes, cada Black Widow todavía tiene lesiones en su piel.
Ellos son:
- Overlord - comandante
- Bandido - amo del disfraz
- Duquesa Dire - experta en asignación
- Razorback - experto en armas de filo.
- Reaper - cazador

Desde sus cuarteles generales, en el edificio de Chrysler de Nueva York, los Black Widows también poseen un avión negro. Overlord pilotea el  Bull Whip Cannon, un automóvil todoterreno de ocho ruedas con un cañón. Los otros Black Widows pilotan los  Sledge Hammer (trineos martillo), los cuales parecen tronos con ruedas en oruga triangulares y un manubrio giratorio deportivo con armamento de cualquier lado para romper cosas a su manera.

## Zone Riders
La huelga inicial del Overlord puso a las principales capitales del mundo en la Zona. Este caos produjo la cooperación internacional, incluso entre Estados Unidos y la Unión Soviética. Los científicos descubrieron un material raro, el Neutron-90, que inmunizaba a la gente de las bacterias. Desafortunadamente, este material se encontraba en una tan pequeña cantidad que solamente cinco equipos protectores podían ser hechos.
Solo un grupo de cinco soldados de élite fueron puestos en la batalla:
- Coronel, Dirk Courage - comandante. Estadounidense
- Sargento Mayor, Tank Schmidt - especialista en armamento pesado. Alemán
- Teniente, Hiro Taka - especialista en infiltración. Japonés
- Teniente 2º, Max Jones - experto en misiones especiales. Estadounidense
- Cabo, Katerina Anastacia - oficial médica. Rusa

Desde su base ubicada dentro de una montaña rocosa, los Guerreros Zonales se mueven en un avión jet preparado para desembarcar en los diferentes puntos donde esté la misión.  Dirk Courage pilota el  Rimfire, un vehículo monorueda, que parece un cañón fijo en una rueda gigante. Los otros Zone Riders montan monocicletas Zone Riders (motocicletas de una sola rueda), armados para el combate. Cada Zone Rider usa un morral especializado para protegerse de las Bacterias Generadoras de la Zona.